# 남침례회

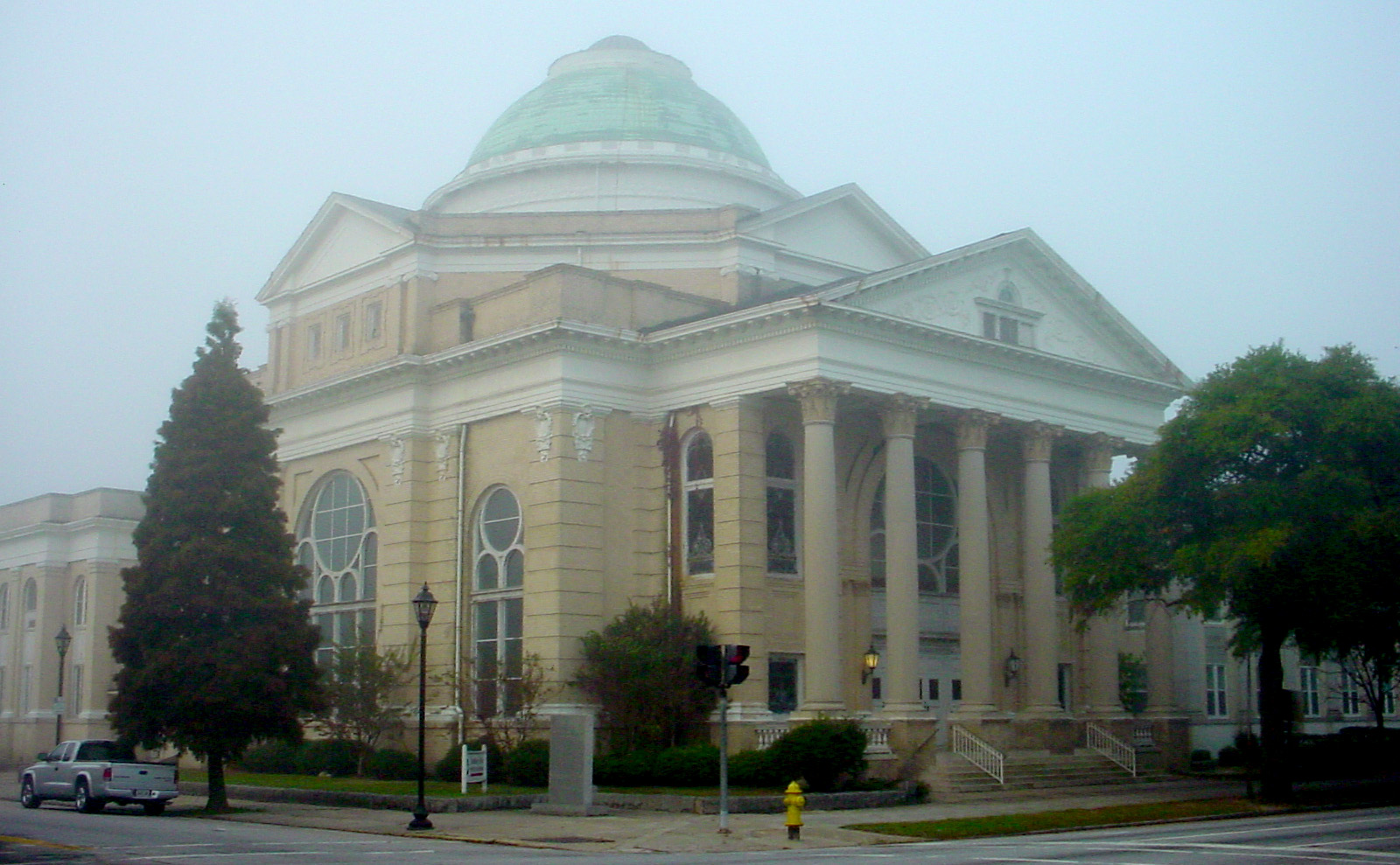
미국 조지아 주에 위치한 최초의 침례교회

남침례회(南浸禮會, 영어: Southern Baptist Convention, SBC, Great Commission Baptists, GCB)는 미국에 본부를 둔 개신교 교단이다. 가톨릭 교회 다음으로 미국에서 가장 큰 기독교 교단으로 약 1600만명이 넘는 회원들을 보유하고 있으며, 세계 최대의 침례교 교단인 동시에 미국에서 가장 큰 개신교 종교단체이다.

## 설립
뉴잉글랜드의 대각성운동의 영향을 받은 스턴즈(Shubal Stearns)의 지도 아래 미국 남부 지방에 침례 교회들이 증가하면서 1814년 미국 남부 침례 교회들이 선교, 교육, 청년 사역을 목적으로 총회를 구성한 것이 최초의 남침례교 총회라 할 수 있다.

## 교세
2011년 기준으로 전 세계 153개국에 5,000명 이상의 선교사를 파송하고 있고 42,000개 교회에 16,000,000명 이상의 신자를 가진 미국 최대 개신교단이다.

## 같이 보기
- 주류 개신교 교단 목록
- 미국의 종교